# Abbaye de Valloires
Pour les articles homonymes, voir Valloires.
L'abbaye de Valloires est une fondation cistercienne du XIIe siècle, située sur le territoire de la commune d'Argoules (Somme). Reconstruite au XVIIIe siècle, l'abbaye est fermée en 1790 puis vendue plusieurs fois. Les bâtiments de l'ancienne abbaye sont particulièrement bien conservés.

## Histoire

### Fondation
En 1138, Guy II de Ponthieu permit aux moines de l'ordre cistercien de fonder une abbaye, la douzième fille de l'abbaye-mère de Cîteaux. Les moines s'établirent définitivement à Valloires dans la vallée de l'Authie en 1158. Lorsqu'ils voulurent construire l'abbaye en cet endroit, ils constatèrent que le site était rempli de morilles, nous dit la légende.
Au sommet de sa prospérité, aux XIIe et XIIIe siècles, l'abbaye accueillait une centaine de moines. Cette prospérité permit la construction d'une première abbatiale de style ogival en 1226. L'abbatiale devint dès lors la nécropole des comtes de Ponthieu.

### Pillages et ruines
À partir de la bataille de Crécy (1346), la guerre de Cent Ans menaça la région, les moines se réfugièrent à Abbeville ou à Montreuil-sur-Mer. Anglais et Bourguignons dominèrent le Ponthieu au XVe siècle et pillèrent l'abbaye.
L'abbaye conserva les privilèges octroyés par les rois de France. Ainsi, en septembre 1467, le roi Louis XI les confirma par ses lettres patentes.
Au XVIe siècle, ce furent les huguenots et des Espagnols puis au XVIIe siècle, les Impériaux qui pillèrent tour à tour l'abbaye. Au cours de la guerre de Trente Ans, le monastère servit de cantonnement aux troupes de Louis XIII. À la fin du XVIIe siècle, l'abbaye était passablement délabrée.

### Reconstruction
Ce ne fut qu'au XVIIIe siècle que l'abbaye fut reconstruite, les travaux s'achevant vers 1730. En 1738 l'abbatiale du XIIIe siècle, qui avait été conservée, s'effondra, et il fallut construire une nouvelle église.
Sur les ordres de dom Comeau, prieur de l'abbaye de 1732 à 1767 et de monseigneur d'Orléans de La Motte, évêque d'Amiens et abbé commendataire, les travaux débutèrent en 1741 sur les plans de Raoul Coignard, architecte, entre autres, de l'abbaye de Cercamps près de Frévent. La décoration intérieure fut confiée au sculpteur autrichien Simon Pfaff de Pfaffenhoffen et au ferronnier d’art Jean-Baptiste Veyren dit « Vivarais ». La nouvelle église fut consacrée en 1756.

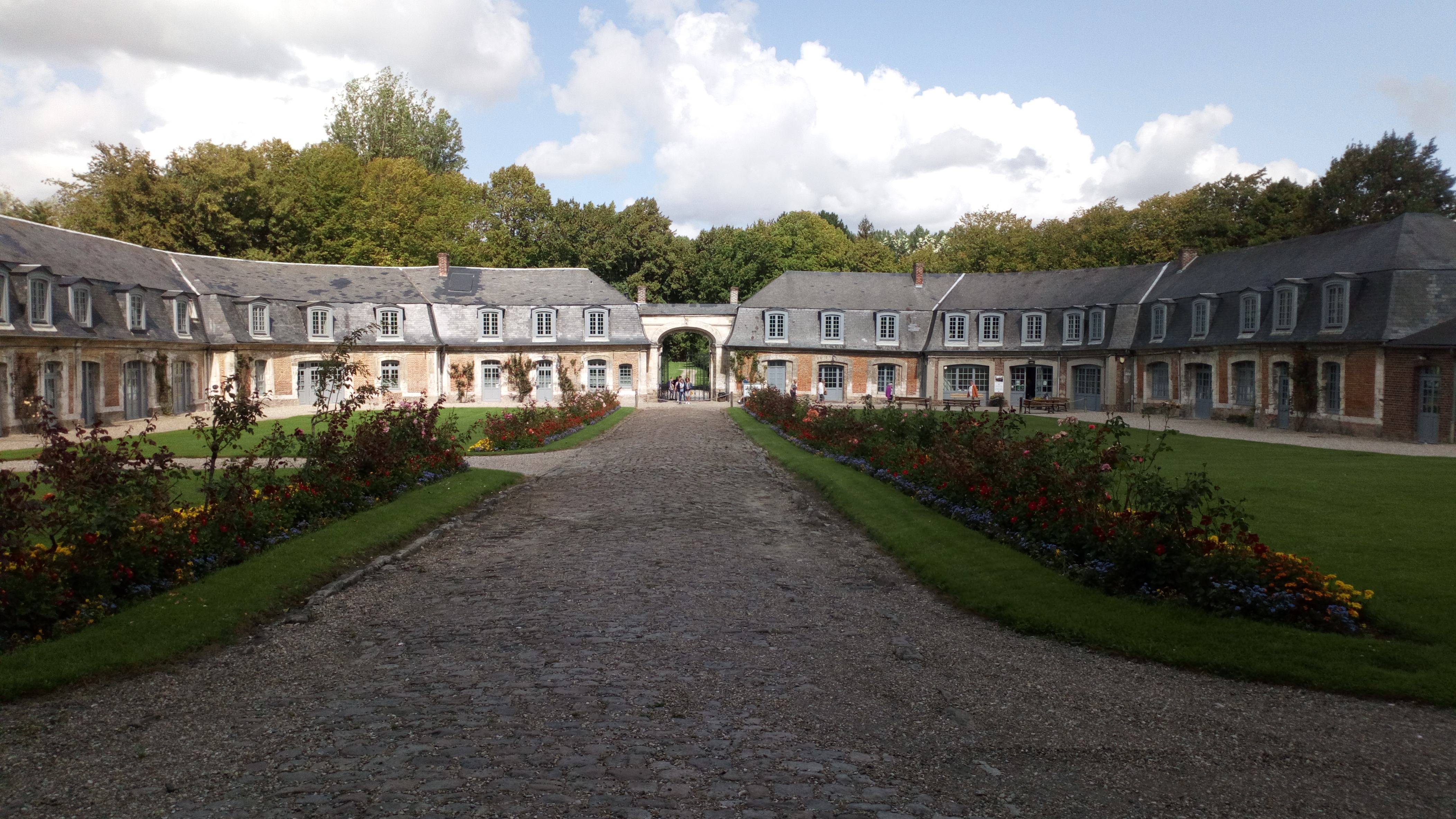
Entrée de l'abbaye et cour d'honneur.
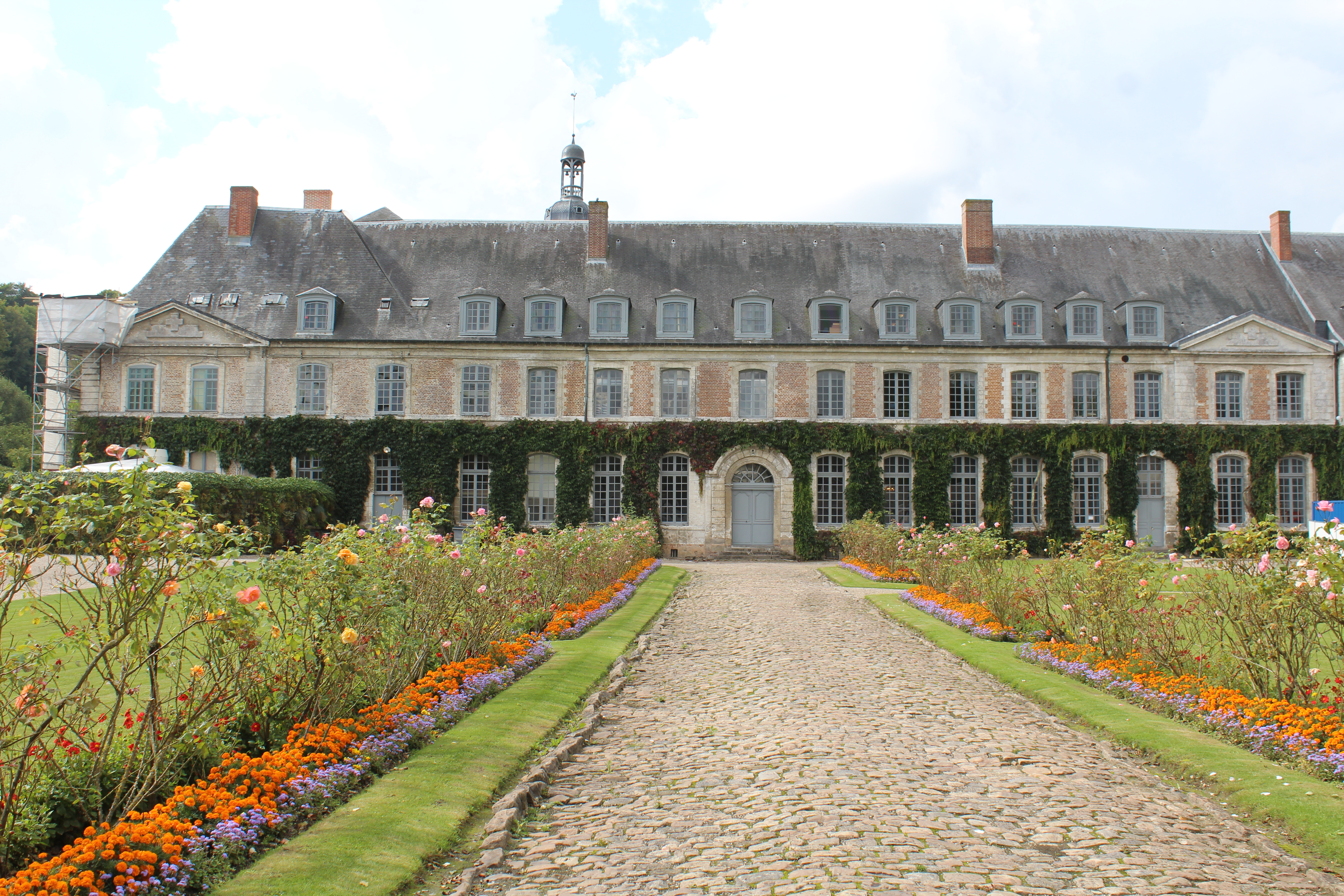
Bâtiment abbatial.
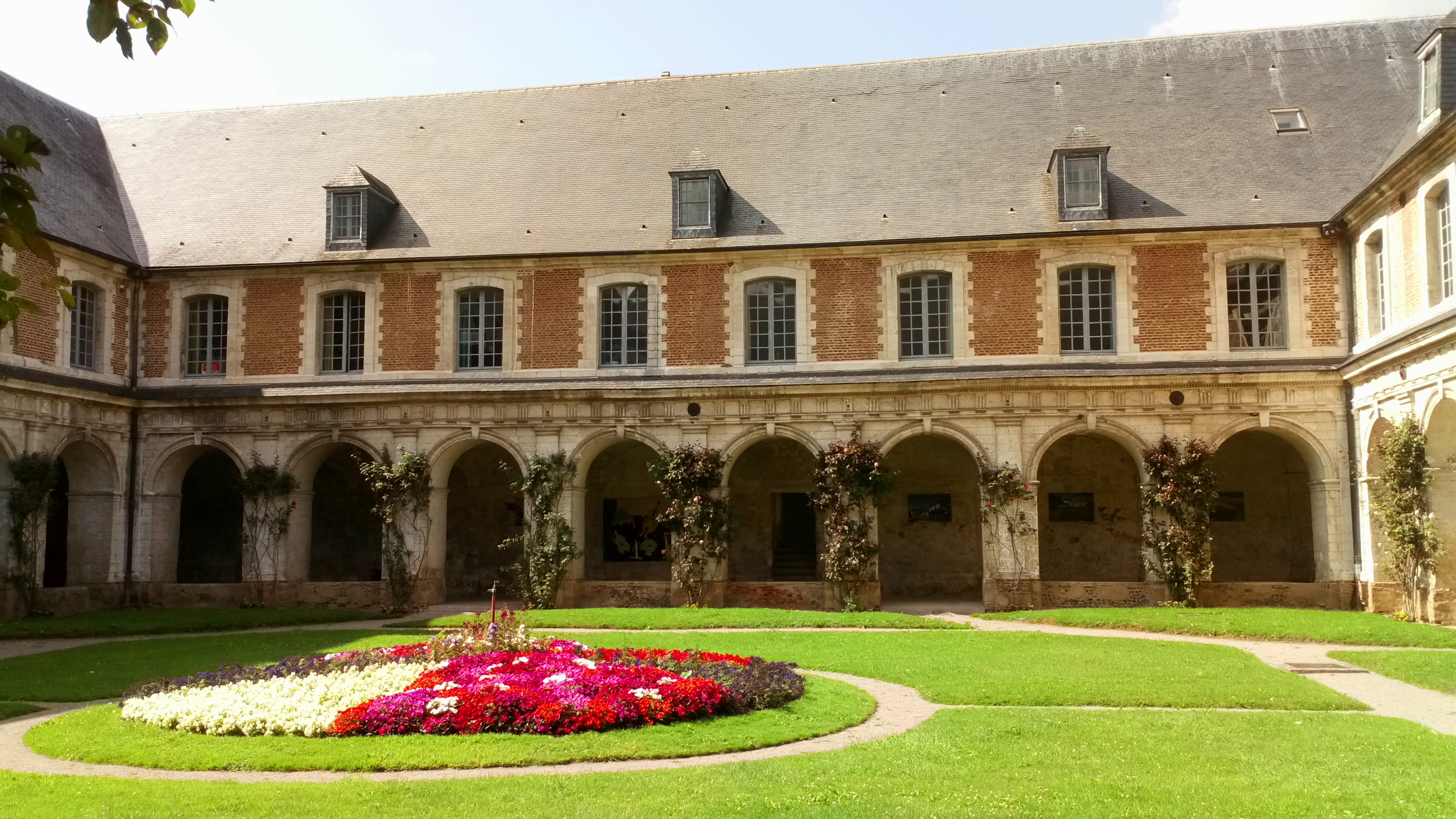
Le cloître.

### Les temps incertains
En 1790, l'abbaye devint bien national et fut mise en vente. Elle fut achetée par un aristocrate spéculateur Ambroise-Léopold Jourdain de l'Éloge qui avait acquis la seigneurie proche d'Argoules en 1776.
Grâce au nouveau châtelain d’Argoules, les bâtiments de l'abbaye de Valloires échappèrent à la destruction. Après sa mort survenue en 1808, ses héritiers vendirent l'abbaye aux Basiliens.
En mai 1817, la Société des Basiliens venue de Mons en Belgique s'installa à Valloires. Cette confrérie laïque d'artisans chrétiens rassemblait des hommes qui s'adonnaient aux travaux manuels, à l'enseignement et à la prière. Ils se spécialisèrent dans la facture d'orgues jusque 1860 (l'abbaye possède d'ailleurs un orgue de renommée mondiale). Puis la communauté déclina.
En 1880, l'évêque d'Amiens fit appel aux religieux de Saint Vincent de Paul, congrégation religieuse catholique, qui en fit un orphelinat en 1887. Mais la loi sur les congrégations provoqua l'expulsion de la communauté et la mise en vente de l'abbaye en 1906.
Elle fut sauvée par l'action de Roger Rodière, archéologue et historien, du journaliste André Hallays et du notaire de Rue, maître Gosselin. Classée monument historique en 1907, elle resta sans affectation jusqu'en 1915.
De 1915 à 1919, elle fut convertie en hôpital militaire belge.

### Une abbaye pour les enfants
En 1922, Thérèse Papillon, infirmière-major pendant la Grande Guerre redonna vie à l'abbaye. Elle y fonda un préventorium. L'établissement accueillit jusqu'à trois cents enfants et fonctionna jusque 1974.
Depuis, les activités se sont diversifiées. En 1949, l'abbaye reçut la visite de monseigneur Angelo Roncalli, nonce apostolique à Paris, le futur pape Jean XXIII.
En 1964, Thérèse Papillon créa dans l'ancienne grange de l'abbaye un foyer d'accueil pour jeunes et adultes, transformé en 1991 en maison d'accueil temporaire pour personnes âgées.
Aujourd'hui l'abbaye est propriété de l'association fondée en 1922. Une partie est consacrée au séjour d'enfants en difficulté, l'autre est réservée à l'hébergement des visiteurs.

### Un lieu touristique
Depuis le 19 juillet 2021 l'association de Valloires propose un spectacle nocturne intitulé «Valloires l'abbaye Lumière », spectacle historique au profit des œuvres sociales de l'association. Lors de sa première édition le spectacle a accueilli 11 000 visiteurs.
Une partie des bâtiments abbatiaux et l'église abbatiale sont ouverts à la visite. Les jardins de l'abbaye ont été aménagés par Gilles Clément et ouverts au public en 1989.

## Description

### Chef-d'œuvre rocaille
L'abbaye et surtout l'abbatiale offrent un rare exemple, en France, de décor baroque ou plutôt rocaille ou rococo réalisé par le baron autrichien et sculpteur sur bois Simon Pfaff de Pfaffenhoffen (1715-1784) dit Pfaff, exilé en France, à Saint-Riquier.

### L'extérieur de l'abbatiale

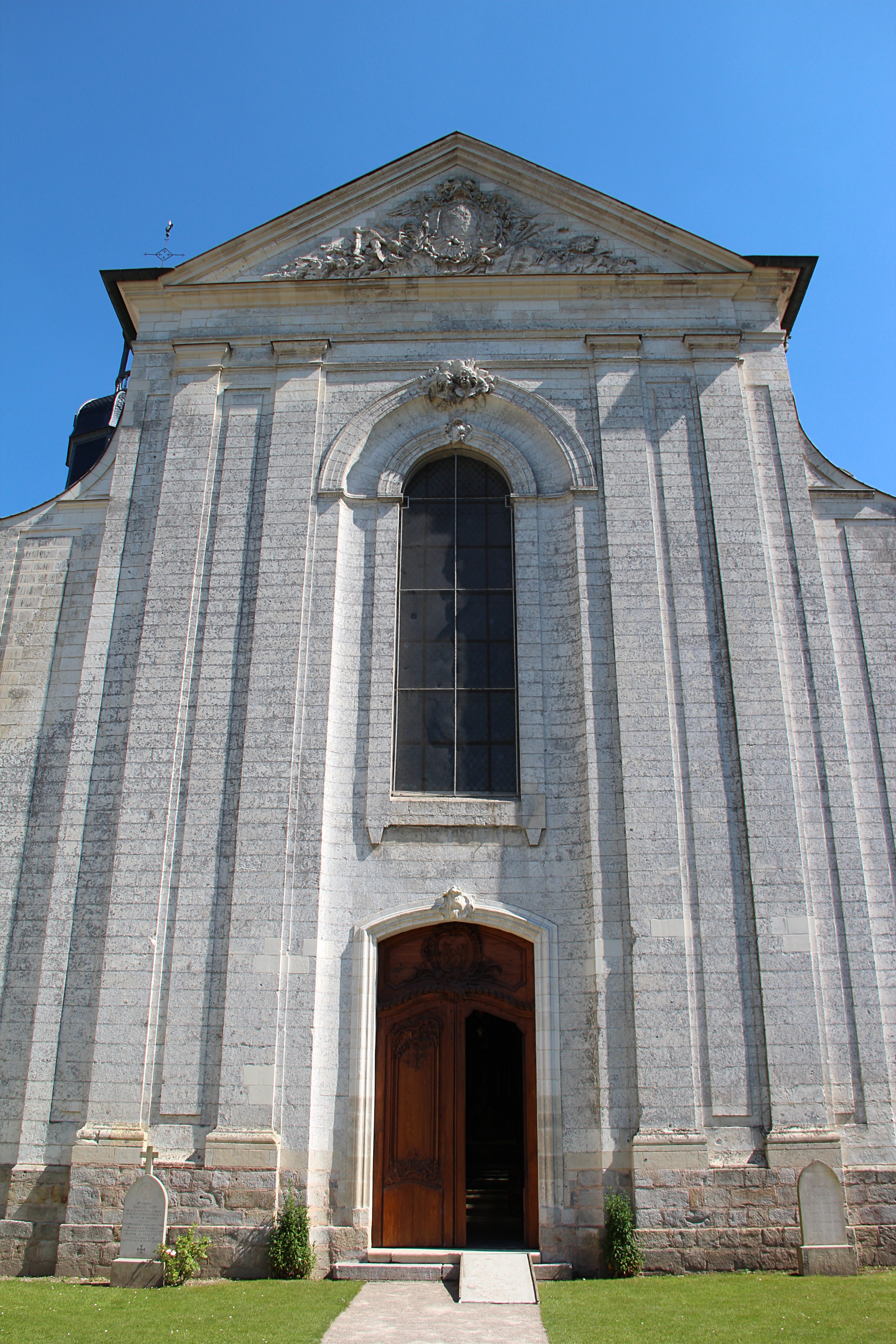
Façade de l'église abbatiale.

L'abbatiale de dimensions modestes (45 m × 17 m) présente au visiteur un aspect quelque peu austère caractéristique du style néo-classique de la seconde moitié du XVIIIe siècle ; il rappelle la sobriété cistercienne du Moyen Âge. La façade dépourvue de statue est percée d'un portail central surmonté d'une haute fenêtre terminée en demi-cercle, décorée au sommet de deux têtes d'angelots sculptés. Les parties hautes se composent d'un fronton triangulaire orné d'un décor floral sculpté. De part et d'autre du portail, deux pilastres viennent rompre l'uniformité du mur. Une série de contreforts soutient les murs de la nef et de l'abside.

### L'intérieur de l'abbatiale
Le contraste est grand entre la sobriété de la façade de style néoclassique et l'intérieur de l'édifice magnifiquement décoré par Pfaff. 

#### La nef
Le buffet d'orgues sculpté, le confessionnal et la chaire sont l’œuvre de Pfaff. Séparant la nef du reste de l'édifice, des grilles du chœur dite « à double lecture », c'est-à-dire dorée des deux côtés, chef-d’œuvre de ferronnerie sont l’œuvre de Jean Veyren.

#### Le transept
Dans le croisillon sud du transept, dans un enfeu, se trouvent les gisants du XIVe siècle de Simon de Dammartin et de son épouse Marie de Ponthieu décédés respectivement en 1239 et 1251. De chaque côté, un autel latéral est orné de sculptures œuvres de Pfaff. On doit également à Pfaff les statues en bois de Moïse, Aaron, Pierre et Paul et en marbre saint Martin et saint Bernard sous les traits de dom Comeau et de monseigneur de La Motte.

#### Le chœur
Le chœur est orné de lambris et de stalles sculptées. Le maître-autel en marbre noir décoré de deux anges en plomb doré est surmonté d'une suspension eucharistique en fer forgé en forme de palmier œuvre de Jean Veyren.
L'ouverture menant à la chapelle de la Vierge, encadrée de boiseries sculptées, est surmontée d'un tableau représentant la Crucifixion.

#### La sacristie
La sacristie avec boiserie et parquet à la française, conserve quatre tableaux de Joseph François Parrocel : La Nativité, la Fuite en Égypte, Jésus au milieu des docteurs de la Loi et l'Agonie au Jardin des oliviers.

#### La chapelle de la Vierge
La chapelle de la Vierge est située derrière le maître-autel, dans l'abside. Elle est décorée de boiseries et d'un autel en bois surmonté d'un tableau de Joseph François Parrocel représentant l'Assomption. Au plafond de la chapelle, une morille est suspendue rappelant la légende de la fondation de l'abbaye.

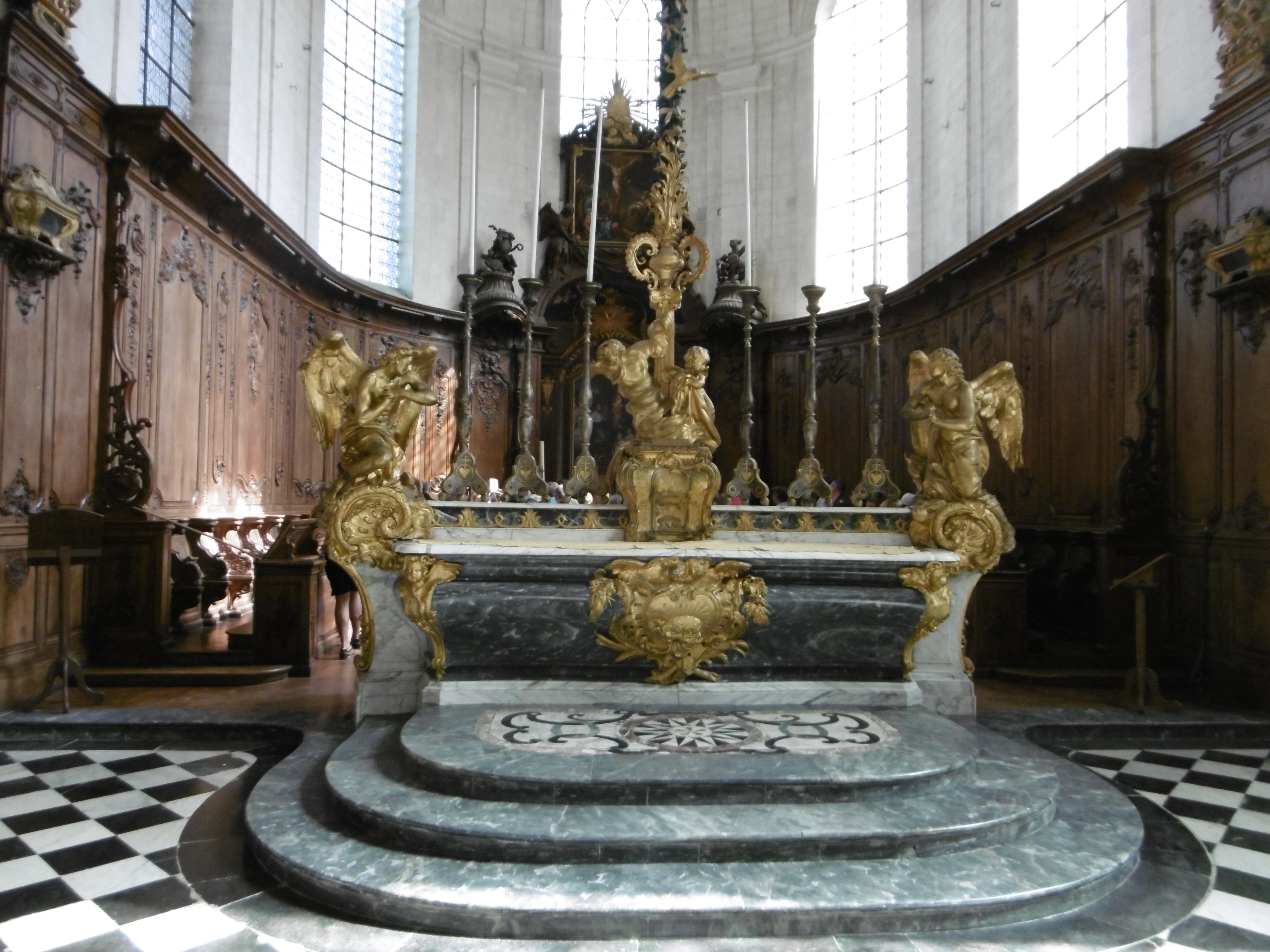
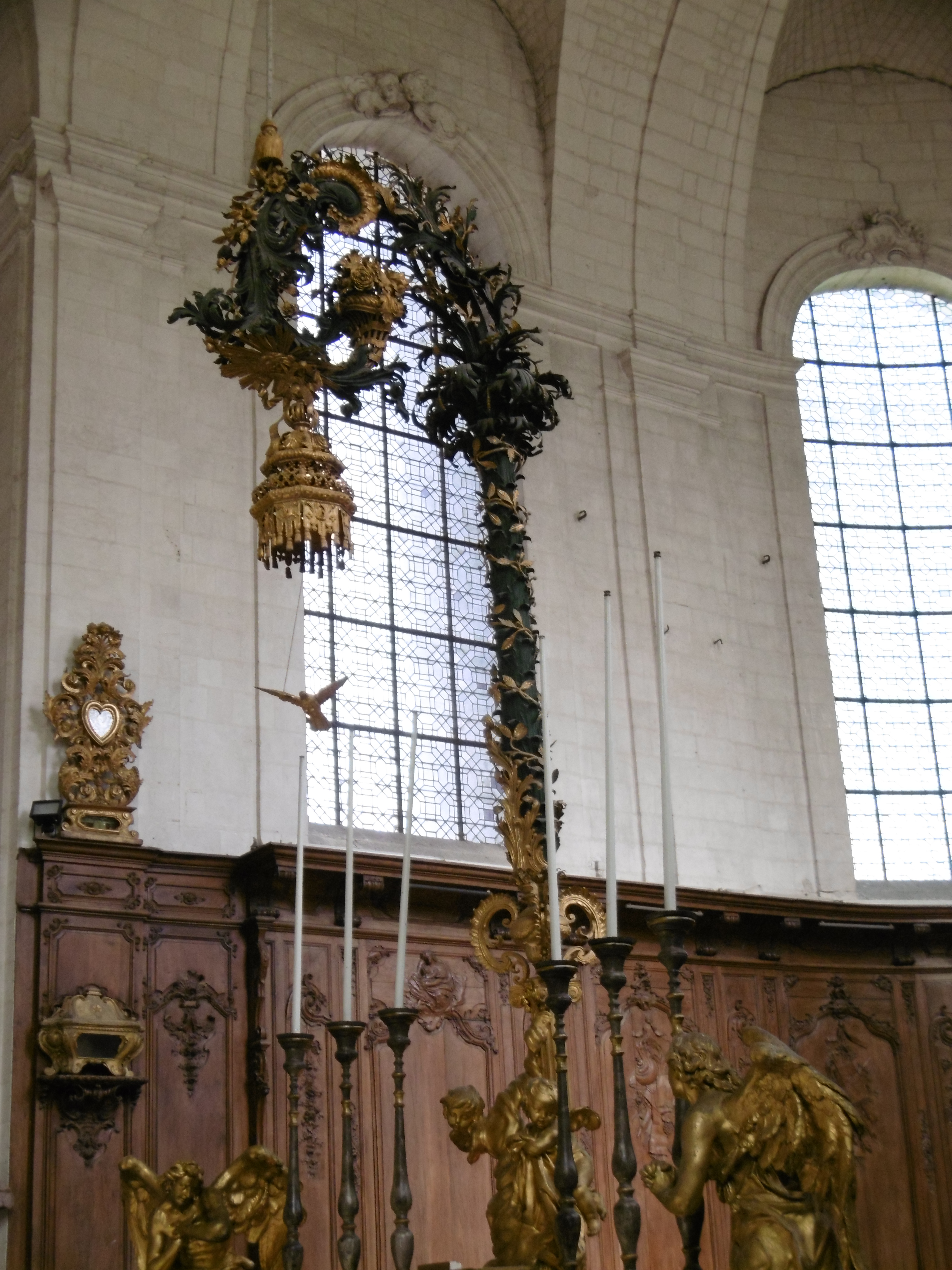
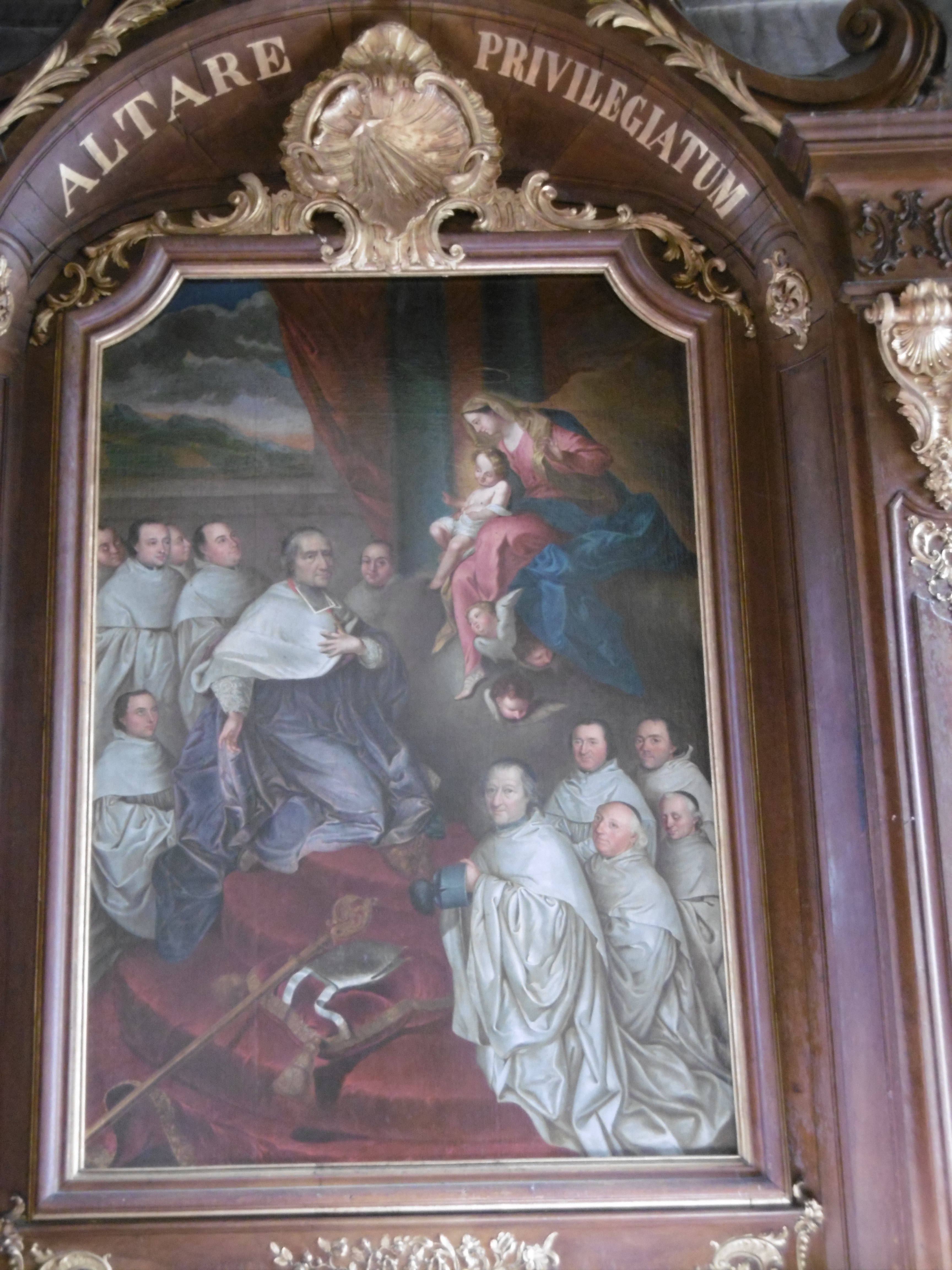

#### Les orgues
Les orgues furent installées dans le splendide buffet majestueux en chêne et en tilleul décoré de personnages et d'instruments de musique sculptés du sculpteur Pffaf de Pfaffenhofen de 1750 à 1756 par un facteur inconnu, mais, la tradition l'attribue à Charles Dallery. Les frères basiliens qui occupaient l'abbaye dans la première moitié du XIXe siècle reconstruisirent l'instrument en 1845. Charles Lefebvre d'Abbeville le modifia dans la seconde moitié du XIXe siècle et en 1885 ce fut Baldner facteur d'orgues à Paris qui intervint. Puis l'instrument fut laissé à l'abandon. Dans les années 1900, Albert Alain répara l'orgue comme il put. Geoffroy Asselin effectua des travaux dans les années 1970. L'instrument est classé monument historique au titre d'objet depuis 1987 et en 1993, Théo Haerpfer le restaura, dans sa disposition de 1845. Le buffet et la console d’origine ont été conservés, la tuyauterie date en grande partie du XIXe siècle mais il subsiste quatre jeux du XVIIIe siècle.

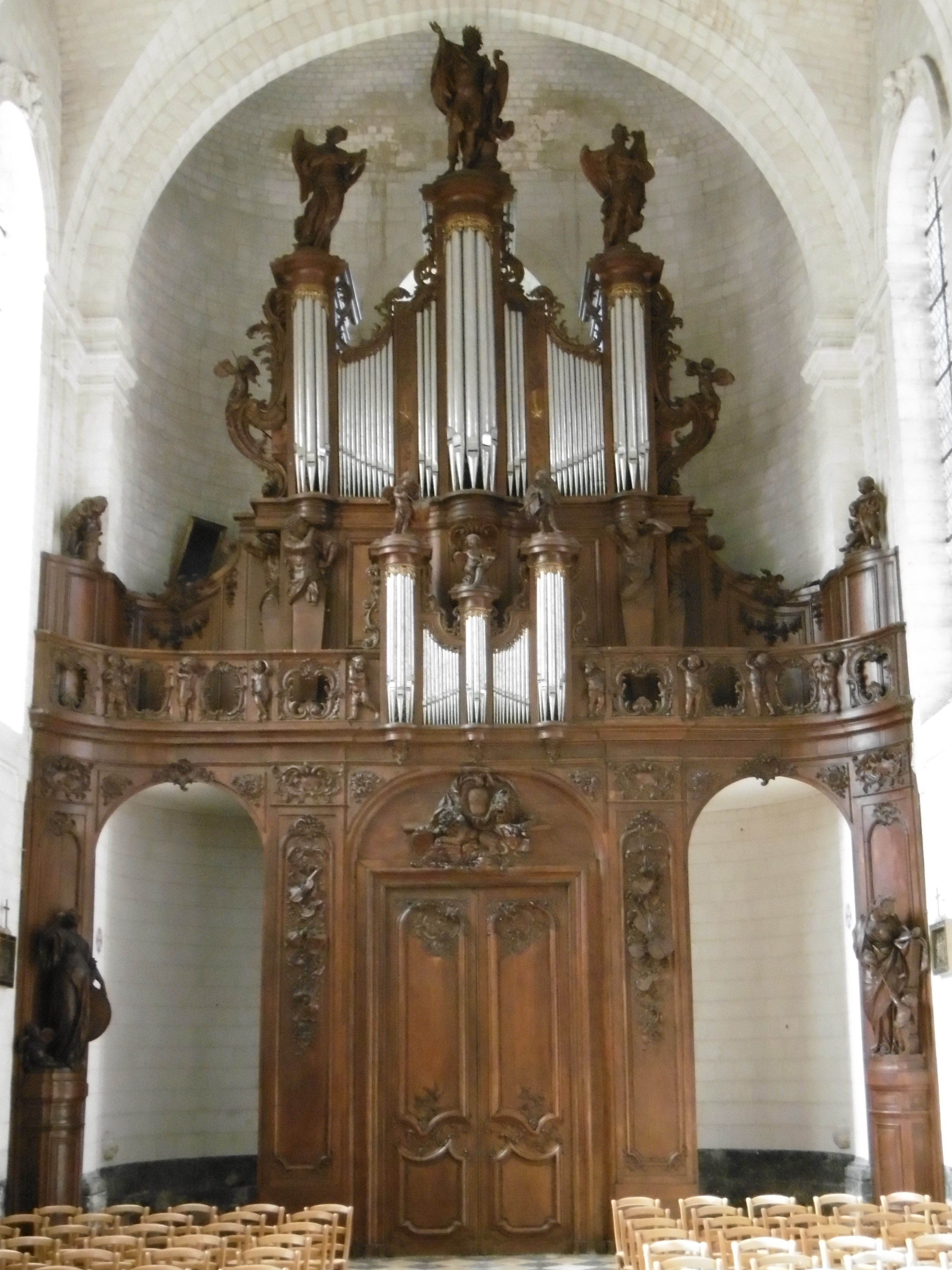
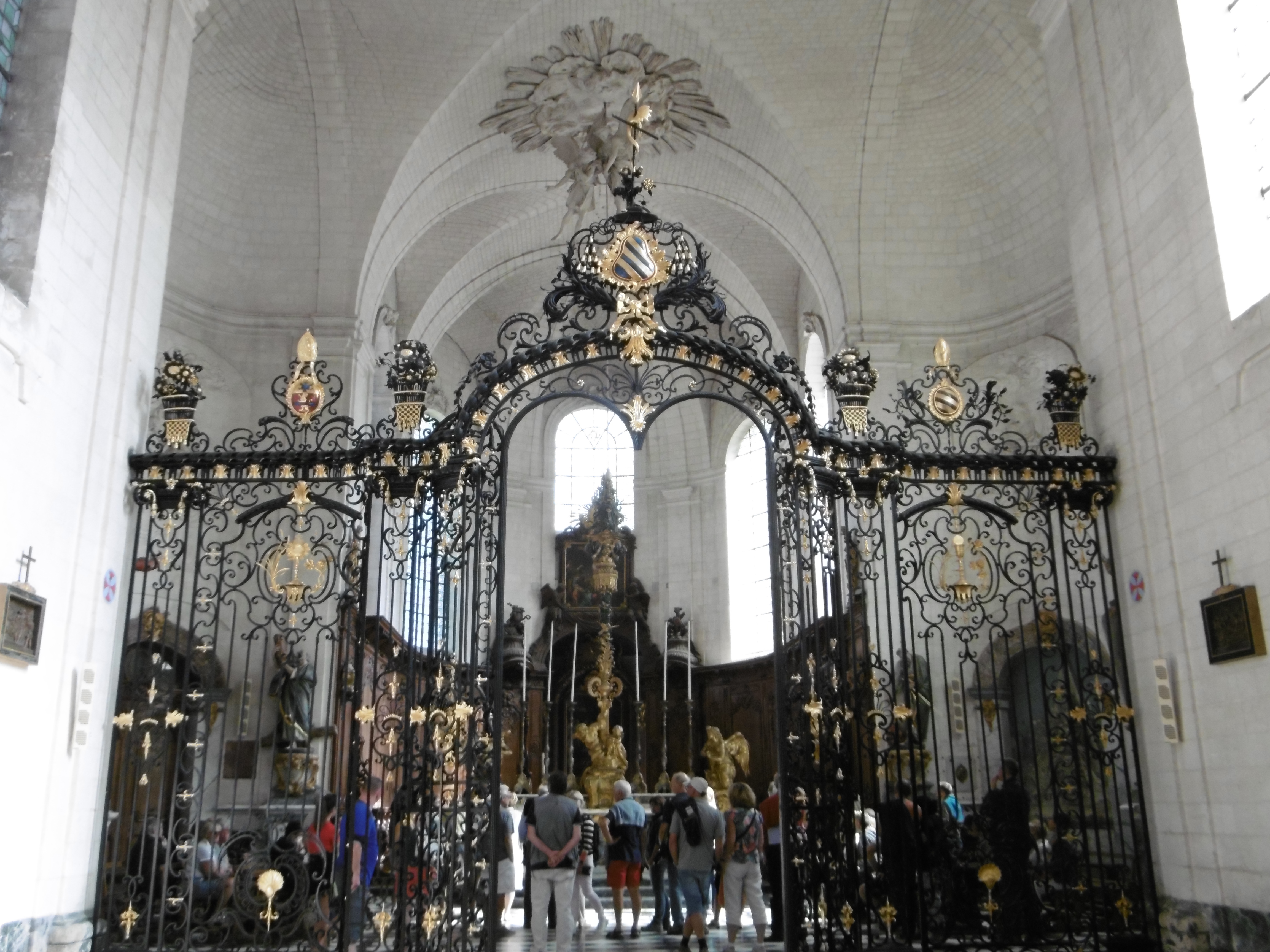
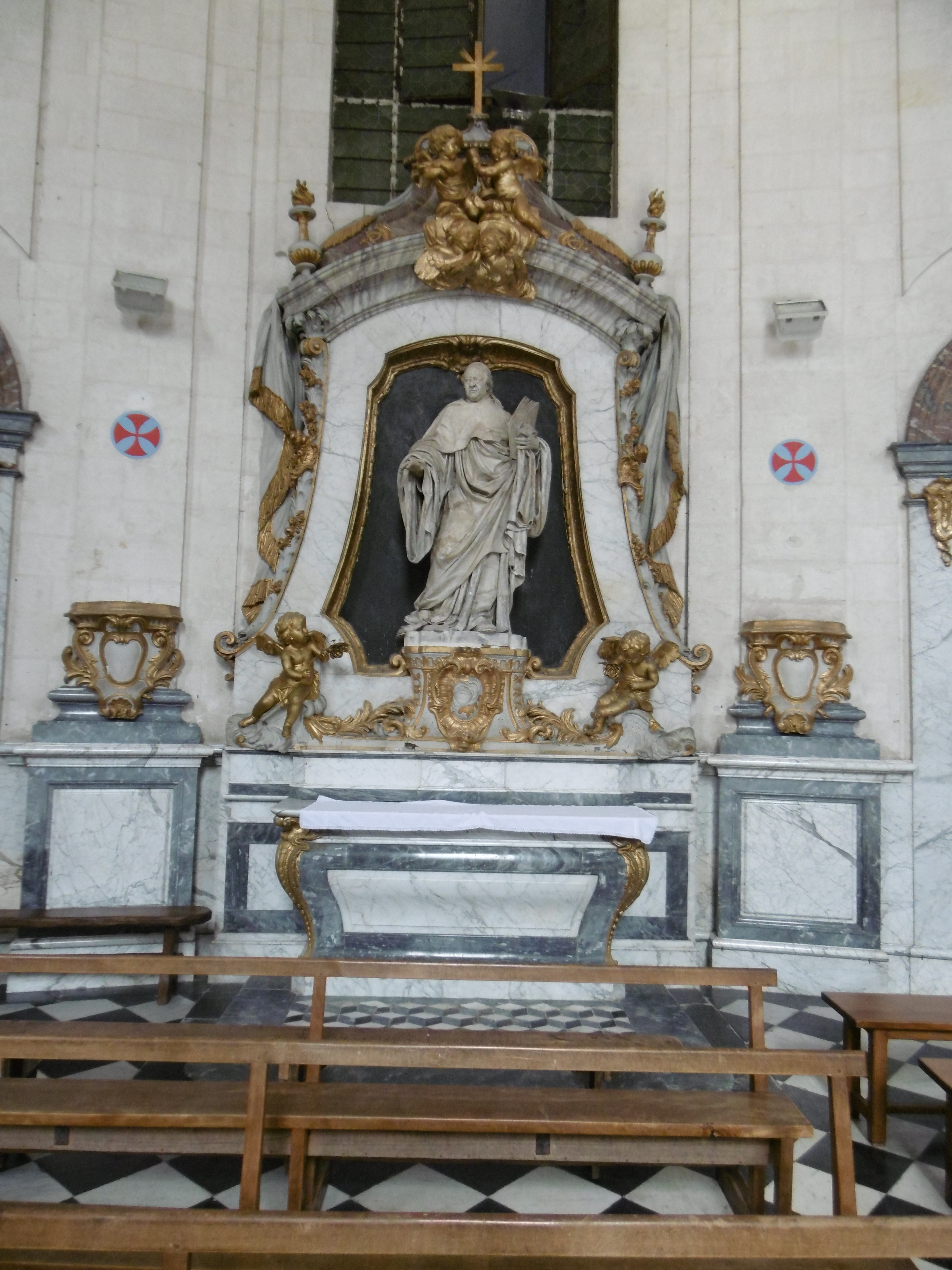

### Les bâtiments abbatiaux
Les bâtiments de l'entrée étaient dévolus aux communs, ils sont prolongés par un colombier du XVIe siècle. Le porche d'entrée permet d'accéder à une vaste cour d'honneur. Les bâtiments abbatiaux s'organisent autour du cloître voûté en brique et pierre : 
- ancienne salle capitulaire avec un plafond voûté reposant sur des colonnes ;
- le grand salon garni de lambris sculpté par Pfaff. Deux tableaux attribués à Joseph François Parrocel, l'un représente Mgr d'Orléans de la Motte, abbé commendataire de Valloires et évêque d'Amiens, l'autre représente dom Commeau, prieur de l'abbaye ;
- dans le vestibule menant au grand salon, un tableau représente l'abbaye au XVIIe siècle ;
- à l'étage, se trouvent les appartements de l'abbé et les cellules des moines avec alcôves et boiseries au décor sculpté[8].

Derrière l'abbaye, on peut voir une ancienne grange à colombage.

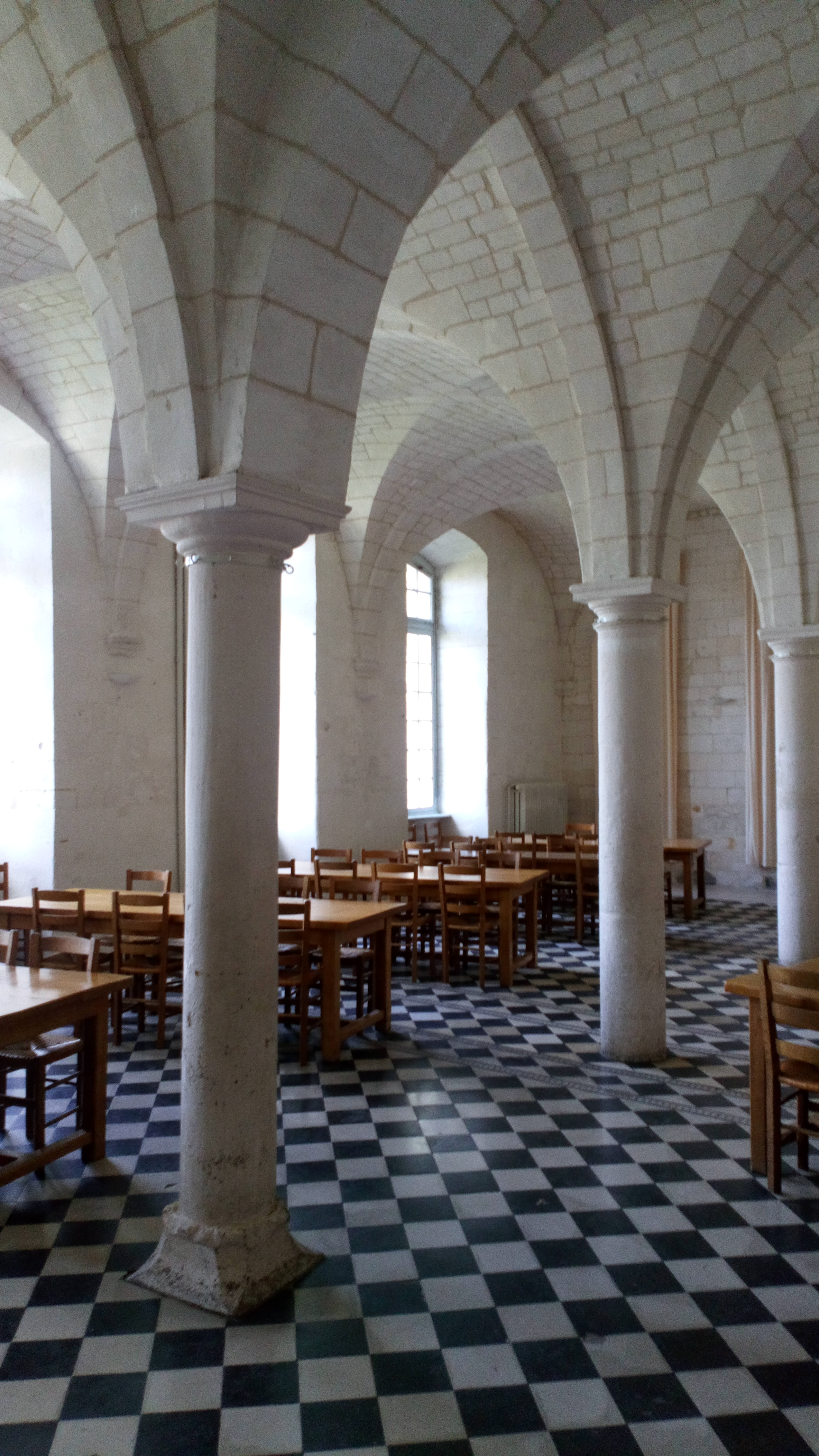
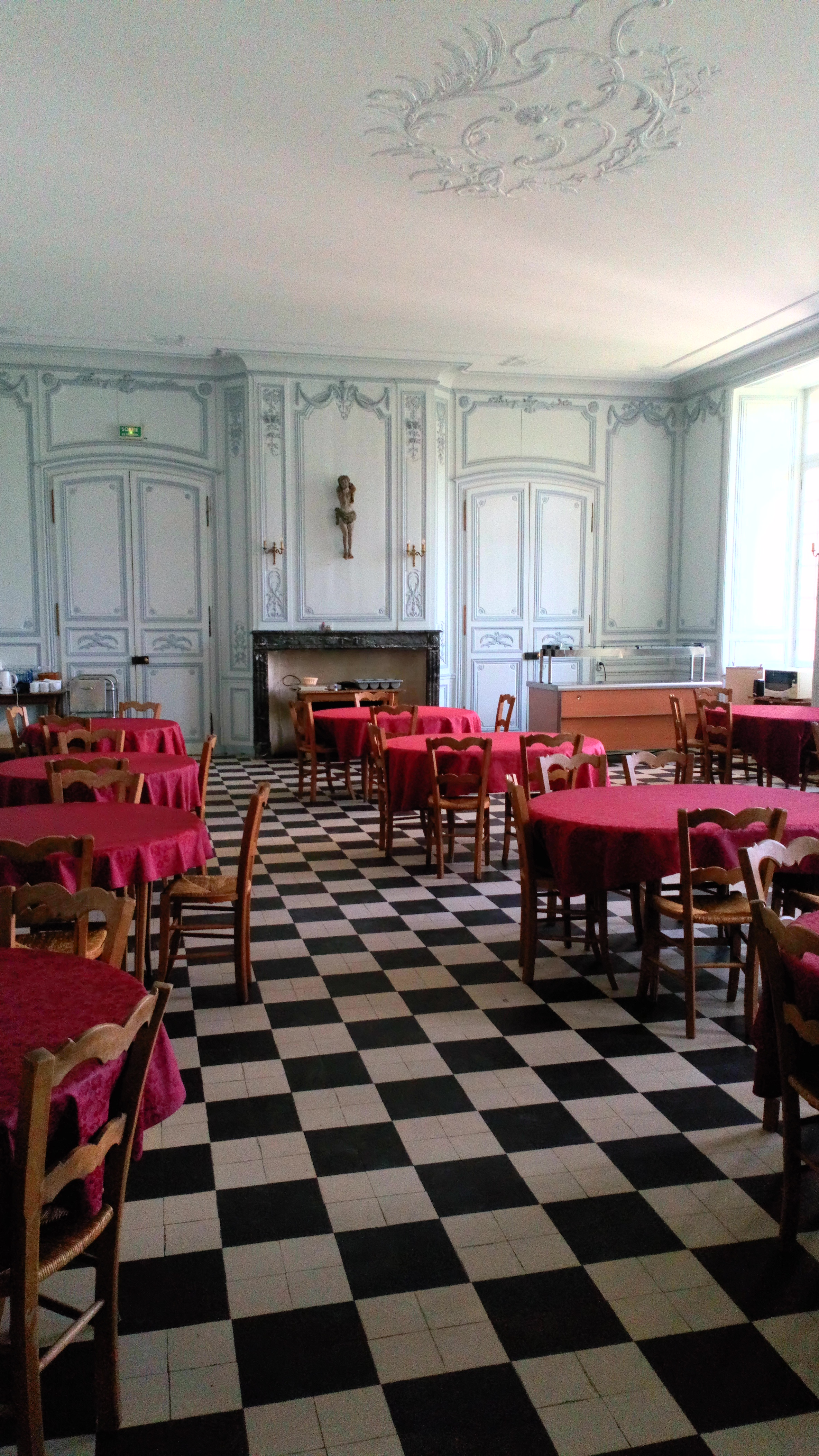
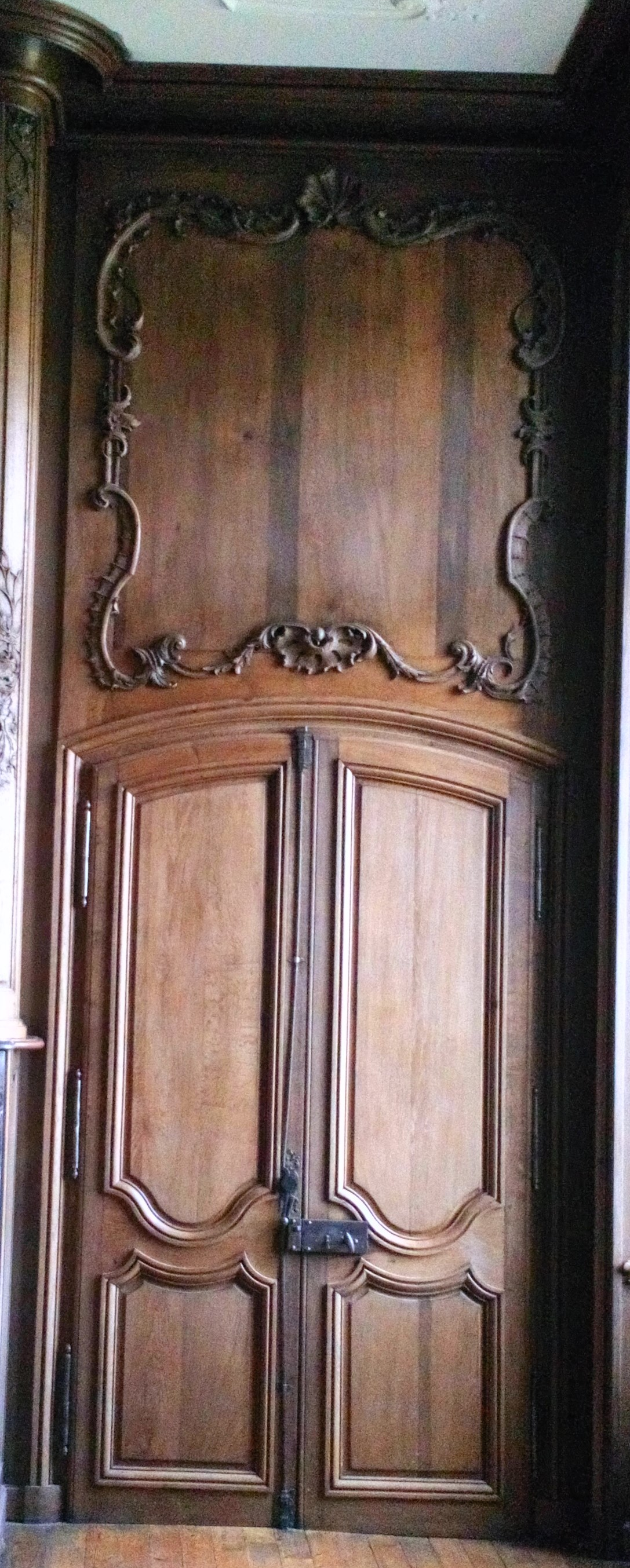
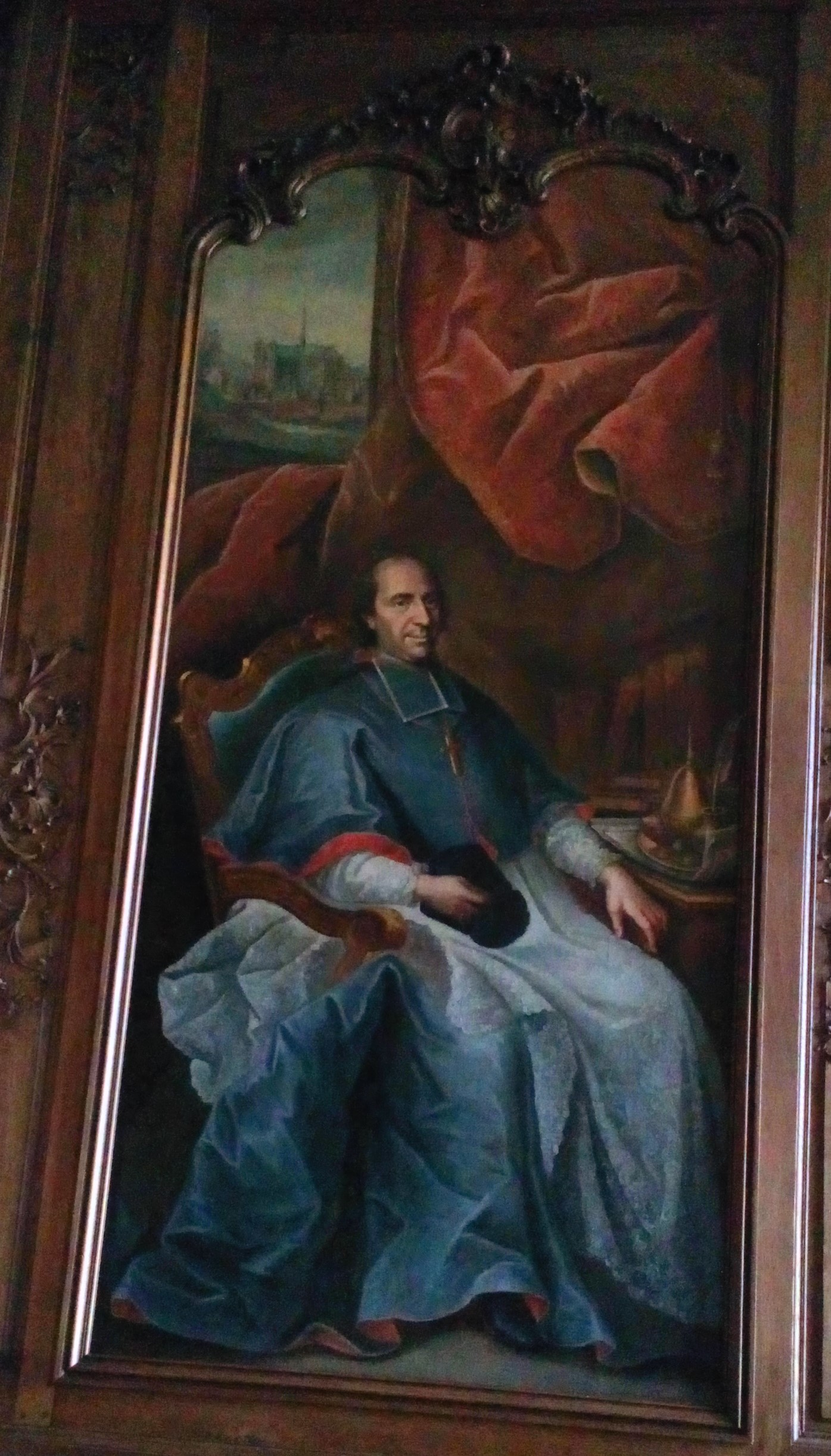
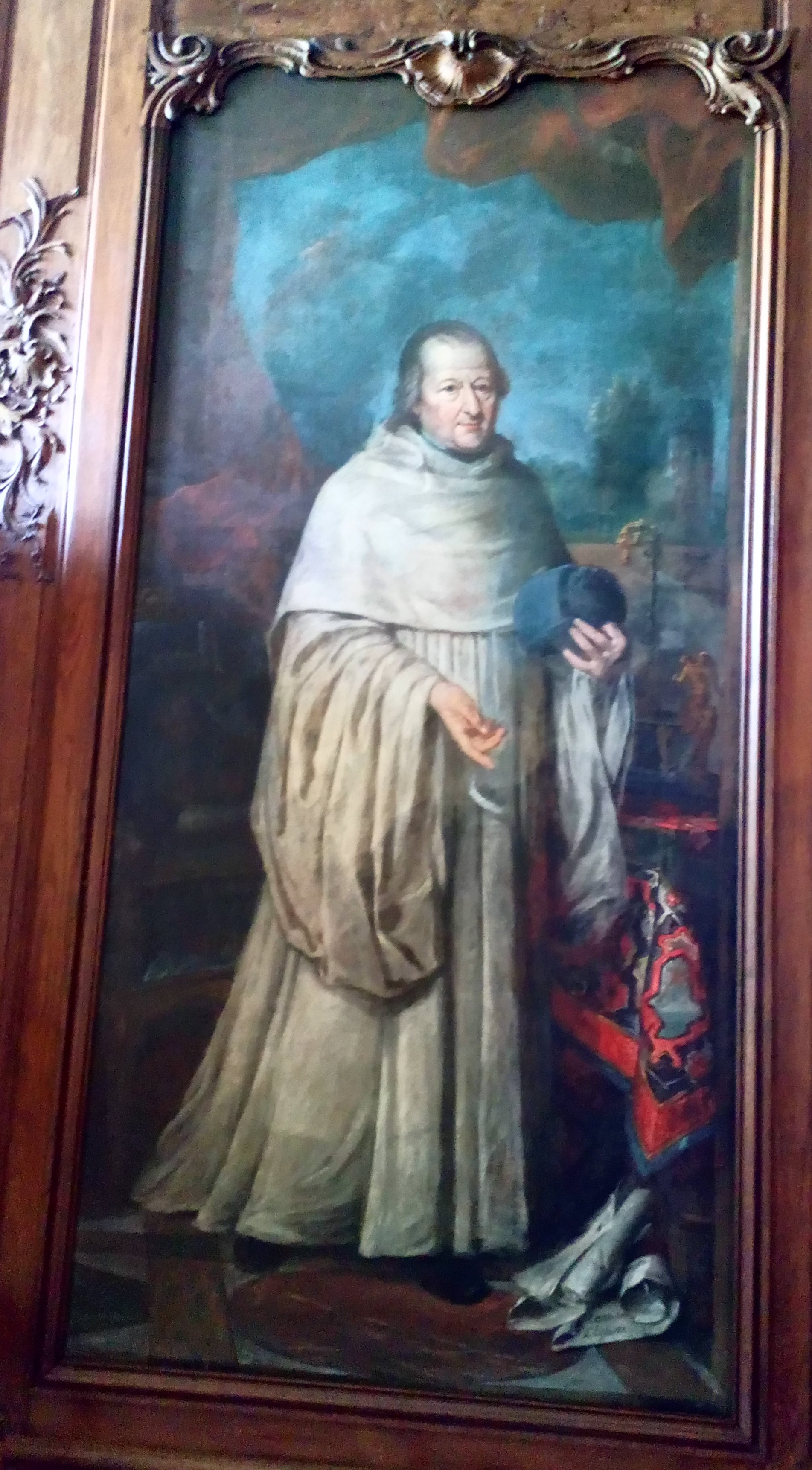
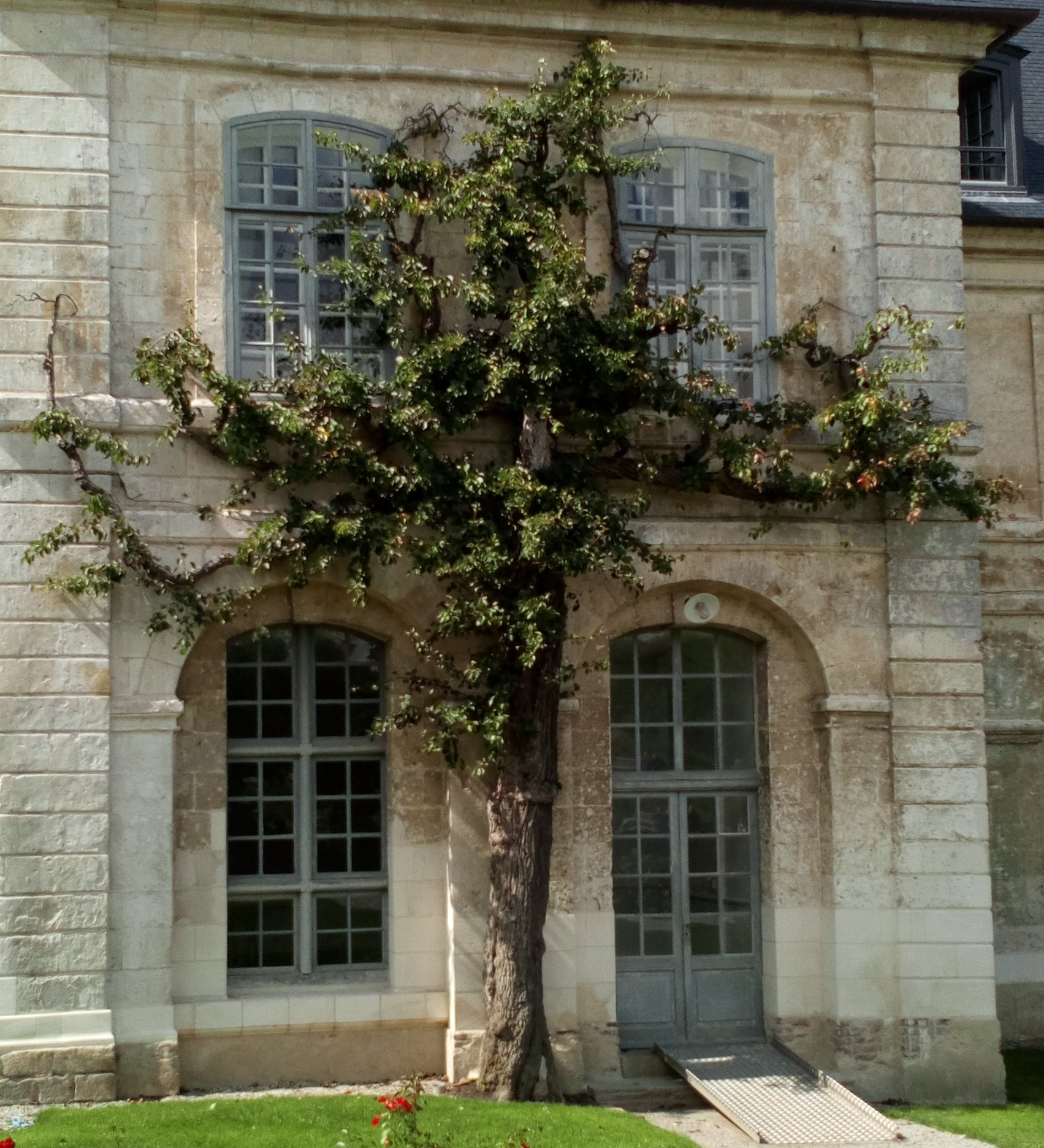

### Arbre remarquable
En 1756, fut planté un poirier donnant une variété de poire appelée Cuisse madame ou Madeleine d'Angers. Il reste de nos jours l'un des plus vieux poiriers de France.
Après 268 ans d'existence, planté en 1756, l'arbre soit mort au début des années 2022.

## Filiation et dépendances
Valloires est fille de l'Abbaye de Cîteaux.

## Personnalités liées à l'abbaye

### Thérèse Papillon

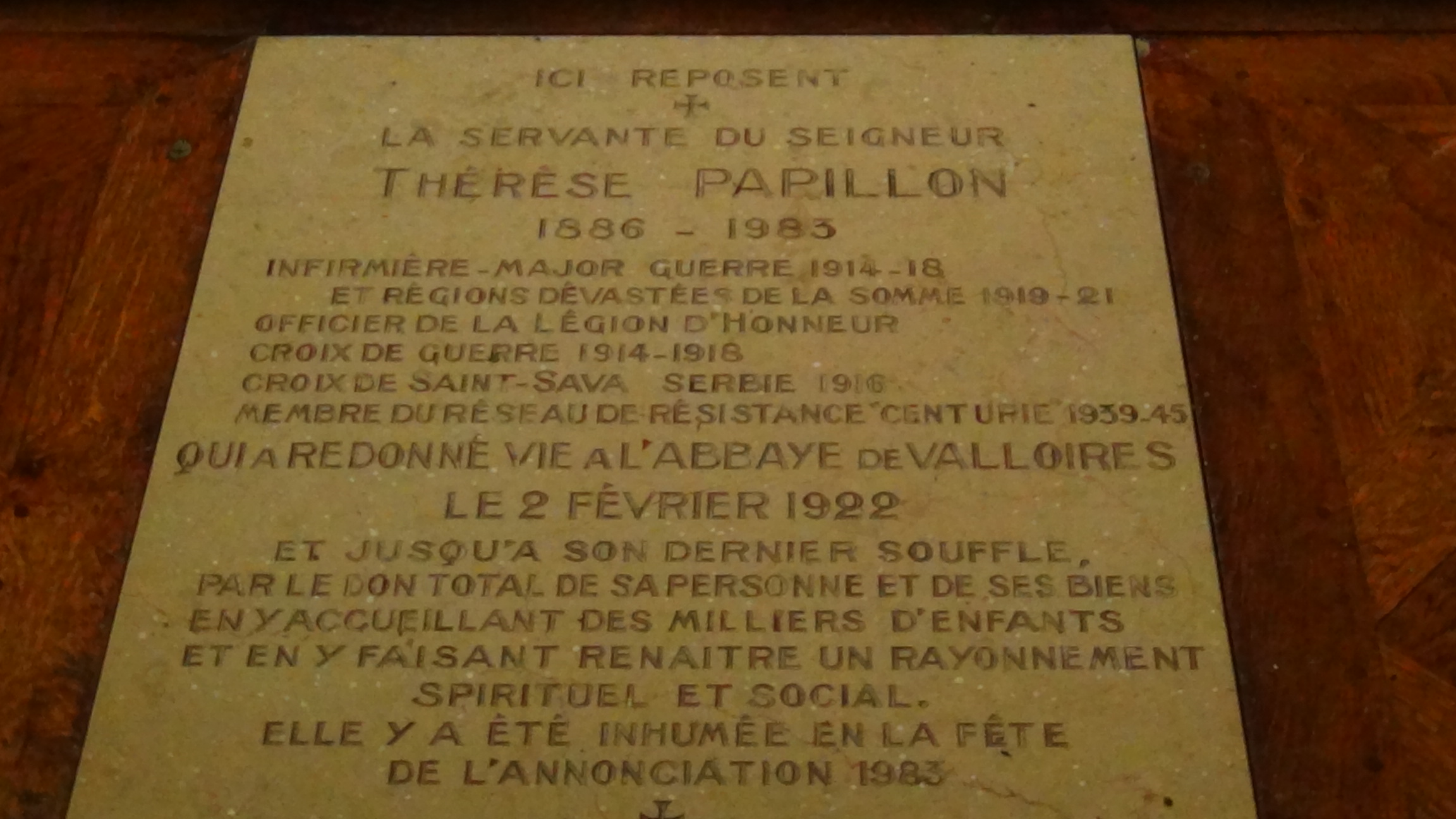
Tombe de Thérèse Papillon.

Elle est née le 10 septembre 1886 à Saint-Germain-en-Laye et décédée à l'abbaye de Valloires le 23 mars 1983. Infirmière de formation, elle s'engage dans le service de santé des armées pendant la Grande Guerre.
Après l'armistice, elle installe à l'abbaye de Valloires un établissement pour enfants.
Pendant la Seconde Guerre mondiale, en 1940, elle vient en aide, avec le personnel du Préventorium, aux réfugiés. Sous l'Occupation, elle cache des enfants juifs dans son établissement jusqu'à la Libération et s'engage dans la Résistance.
En 1962, après quarante ans à la tête du Préventorium, elle en abandonne la direction et fonde en 1964 un Foyer d'accueil qu'elle dirige jusque 1972. C'est là qu'elle décède en 1983. Elle est inhumée dans la chapelle de la Vierge, au chevet du chœur de l'abbatiale, aux côtés de son frère.

### Jean-Baptiste Papillon
Frère de Thérèse Papillon. Combattant volontaire pendant la Grande Guerre à 17 ans, il est ordonné prêtre en 1925, devint aumônier du Préventorium de Valloires et curé des paroisses environnantes. Il fut très actif au sein de la JAC. Il créa un cinéma rural ambulant qui anima les soirées dans de nombreuses communes du secteur, du littoral et de l'intérieur. Le cinéma ambulant perdura jusqu'en 1980.
Fait prisonnier en 1940, libéré en 1941, il entra dans la Résistance en 1942 au sein de l'OCM et fut chef militaire de l'Armée secrète et capitaine des FFI. Il était pilote d'avion et motard invétéré. Il décéda dans un accident de moto en 1957. Il était chevalier de la Légion d'honneur.

### Autres personnalités
- Marie-Claire Alain, marraine de l'abbaye et de l'orgue, venait régulièrement y jouer.
- Son frère, Jehan Alain, (1911-1940) y a composé son Choral cistercien pour orgue en 1934.

## Galerie photos

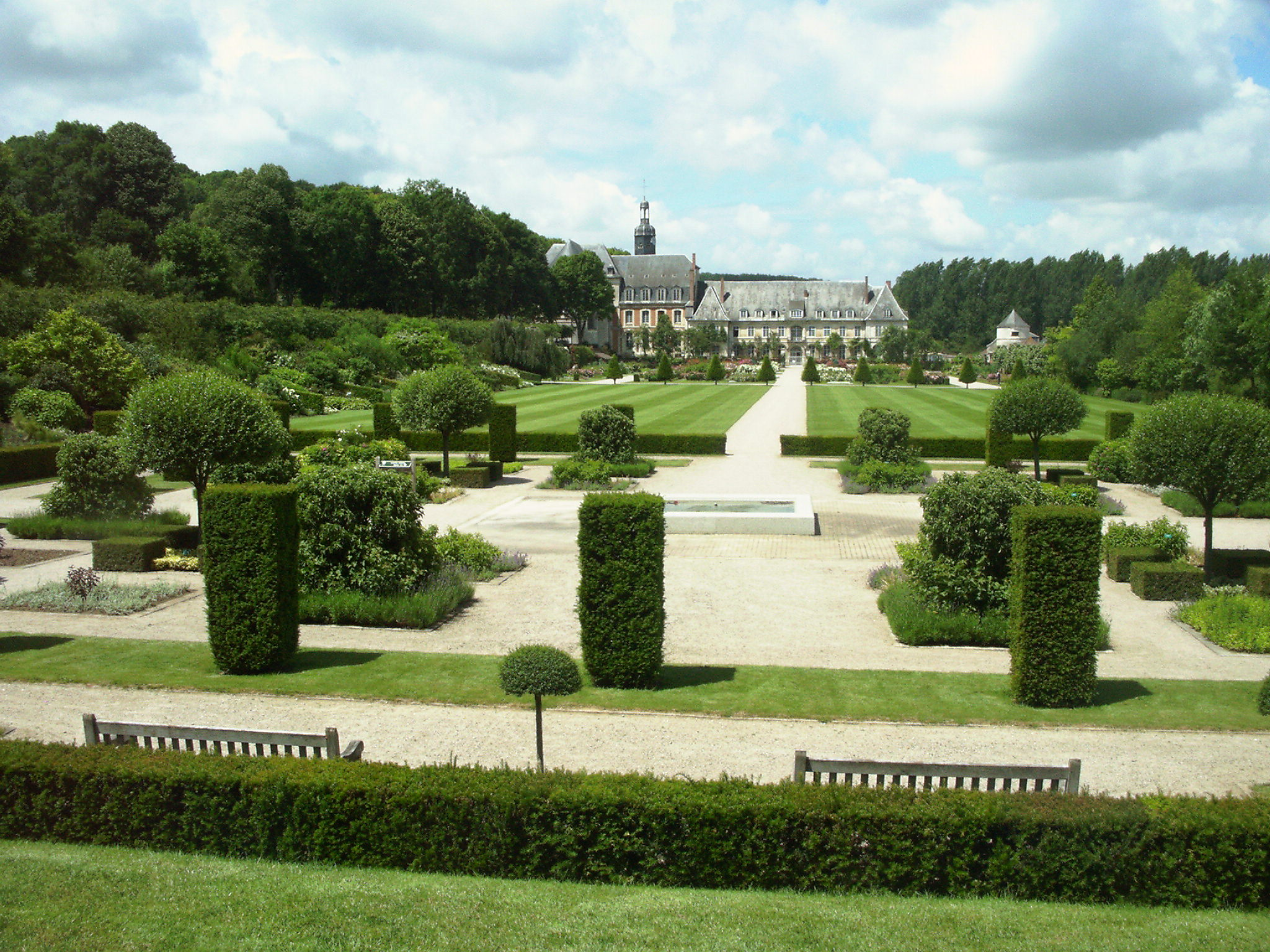
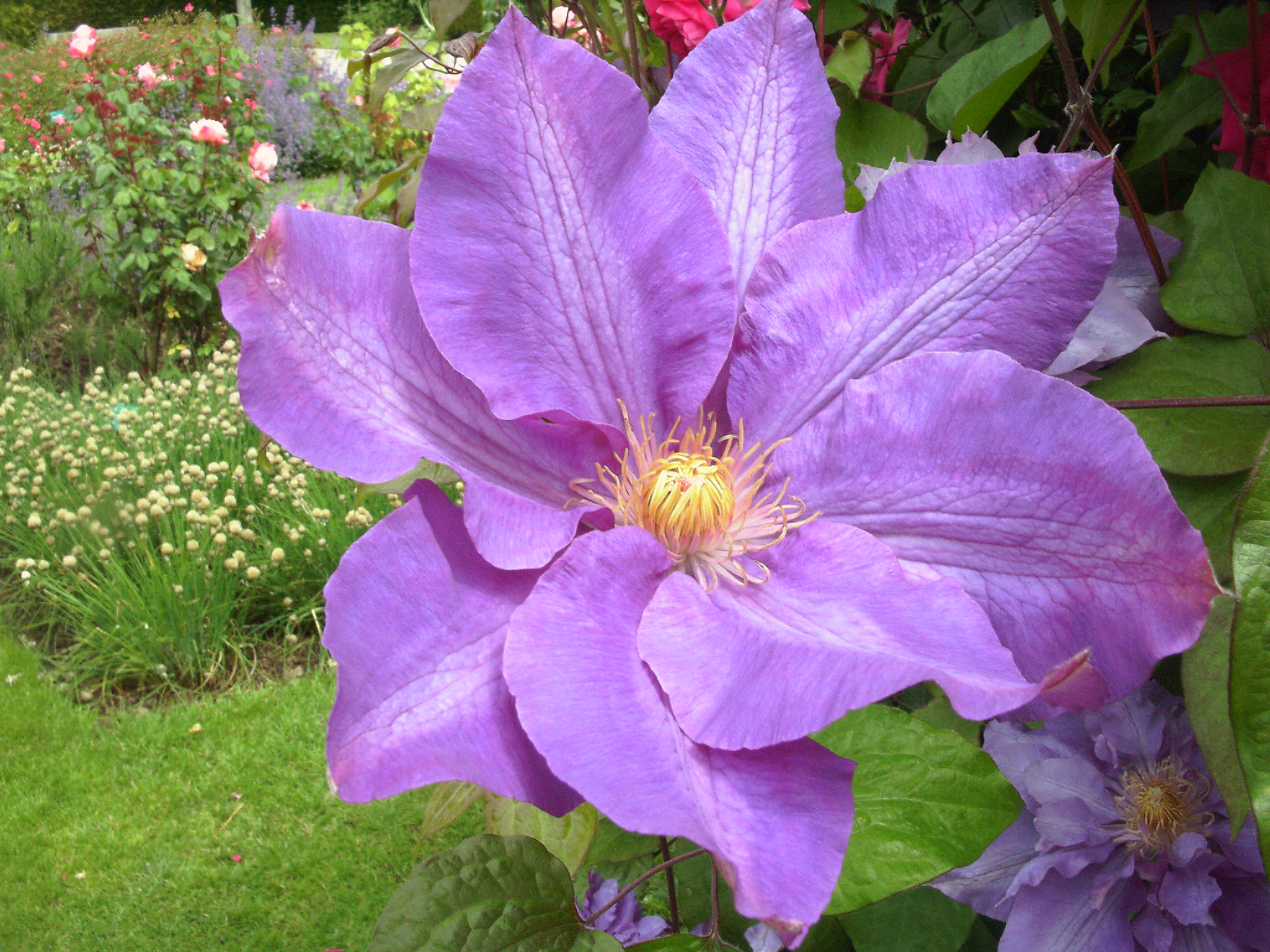
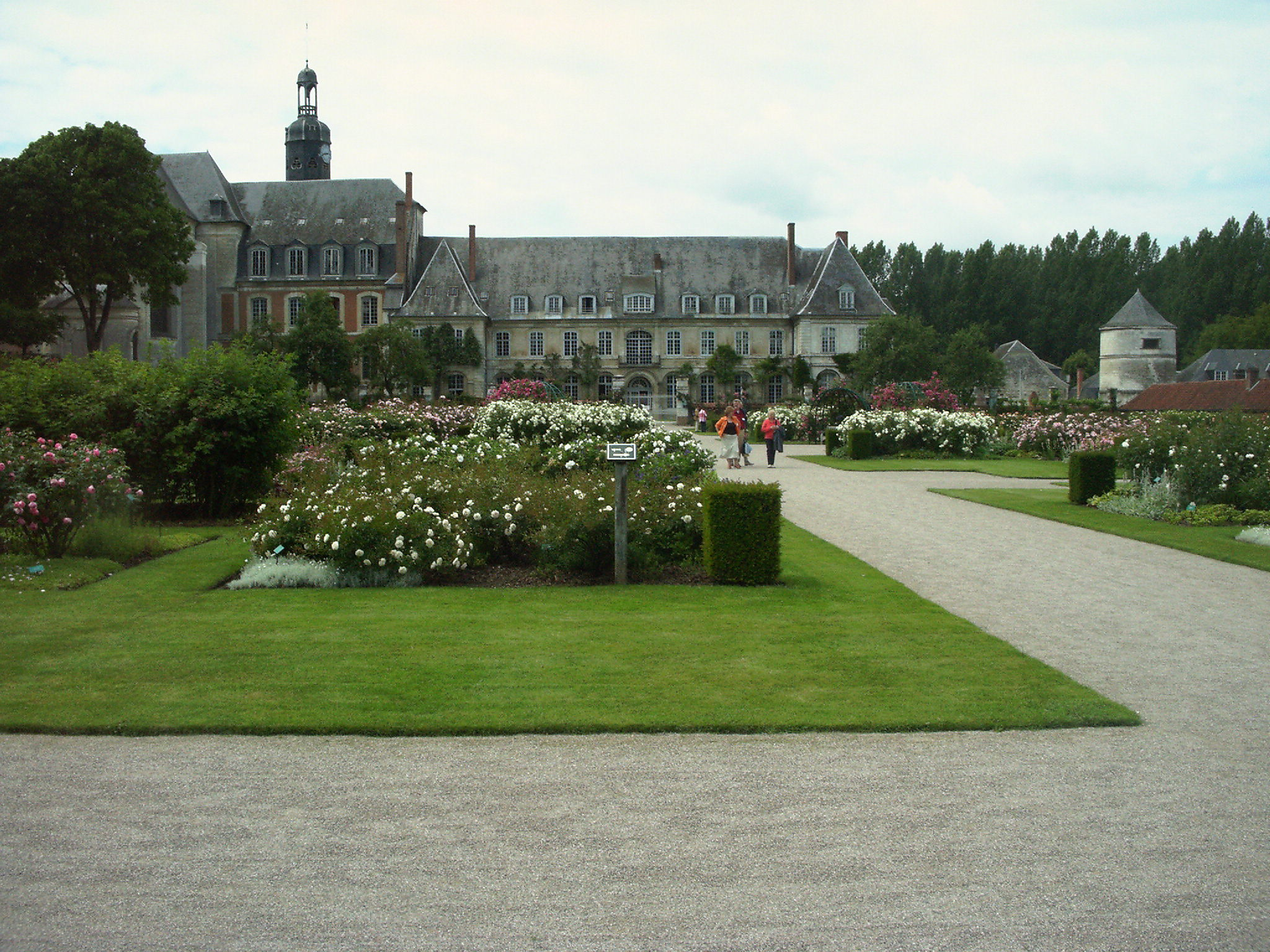